# 区段站
区段站，是铁路网中较大车站，是铁路货运本务机车牵引区段的分界点，主要任务是：
- 供应及整备
- 更换机车乘务组
- 列车技术作业
- 到达解体列车
- 自编始发列车
- 客运业务
- 货运业务
- 机车检修业务
- 车辆检修业务

区段站的作业量小、设备规模小，但作业内容全、设备种类全。与编组站相比，区段站的无改编中转列车的通过车流大、解编车流少。与中间站相比，区段站设有机务段（分段、折返段、运用车间），有解编作业。

## 区段站分类
- 是否有解编作业
  - 无解编作业区段站
  - 有解编作业区段站
- 按场站布置
  - 横列式区段站：上下行到发场平行布置在正线一侧，调车场在到发场的一侧。
  - 纵列式区段站：上下行到发场分设在正线两侧，在其中一个到达场一侧，设一个双方向共用的调车场。
  - 客货纵列式区段站：横向发展受限，原有货运到发线供旅客列车专用，沿正线适当距离另建货物列车到发场和调车场